# Riecito
Riecito es un caserío peruano ubicado en el distrito de Sullana, perteneciente a la provincia de Sullana del departamento de Piura, al norte del Perú. 

## Ubicación
Riecito se ubica al oeste de la provincia de Sullana, en el distrito homónimo, en el departamento de Piura. Se ubica cerca al margen derecha del río Chipillico. 

## Demografía
En 2017 Riecito tenía una población de 558 habitantes.
| Gráfica de evolución demográfica de Riecito entre 1993 y 2017 |
|                                                               |
| Fuentes: Población 1993 y 2017                                |